# Cytokinstorm
Cytokinstorm eller Cytokine release syndrome (CRS) är en form av systemiskt inflammatoriskt responssyndrom (SIRS) som kan utlösas av en mängd olika faktorer som infektioner och vissa läkemedel. Det inträffar när ett stort antal vita blodkroppar aktiveras och släpper inflammatoriska cytokiner, som i sin tur aktiverar ännu fler vita blodkroppar. Det är också en negativ effekt av vissa monoklonala antikroppsläkemedel samt antagande T-cellterapier. Allvarliga fall har kallats cytokinstormar. När det inträffar som ett resultat av läkemedelsadministrering är det också känt som en infusionsreaktion.

## Tecken och symtom
Symtomen inkluderar feber, trötthet, aptitlöshet, muskel- och ledvärk, illamående, kräkningar, diarré, utslag, snabb andning, snabb hjärtslag, lågt blodtryck, kramper, huvudvärk, förvirring, delirium, hallucinationer, spasmer och förlust av koordination.
Labtester och klinisk övervakning påvisade lågt syre i blodet, utökat pulstryck, ökad hjärtutmatning (tidigt), potentiellt minskad hjärtutbyte (sent), höga halter av kväveföreningar i blodet, förhöjd D-dimer, förhöjda transaminaser, faktor I-brist och överdriven blödning, högre än normalt bilirubin.

## Orsak
Cytokinstormar uppstår när ett stort antal vita blodkroppar, inklusive B-celler, T-celler, naturliga mördare, makrofager, dendritiska celler och monocyter aktiveras och frisätter inflammatoriska cytokiner, som aktiverar fler vita blodkroppar i en positiv återkopplingsslinga av patogen inflammation.  Immunceller aktiveras av stressade eller infekterade celler genom receptor-ligandinteraktioner.  
Detta kan uppstå när immunsystemet kämpar mot patogener, eftersom cytokiner producerade av immunceller aktiverar fler celler såsom T-celler och inflammatoriska monocyter (som skiljer sig till makrofager) till platsen för inflammation eller infektion. Inflammatoriska cytokiner som binder sin kognatreceptor på immunceller resulterar dessutom i aktivering och stimulering av ytterligare cytokinproduktion.  Denna process, när den är dysreglerad, kan vara livshotande på grund av systemisk hyperinflammation, hypotensiv chock och multiorgansvikt. 
Adoptiv cellöverföring av autologa T-celler modifierade med chimära antigenreceptorer (CAR-T-cellterapi) orsakar också Cytokinstorm. Serumprover av patienter med CAR-T-associerad  Cytokinstorm har förhöjda nivåer av IL-6, IFN-y, IL-8 (CXCL8), IL-10, GM-CSF, MIP-1a / ß, MCP-1 (CCL2), CXCL9 och CXCL10 (IP-10). De mest prediktiva biomarkörerna 36 timmar efter CAR-T-infusion av Cytokinstorm är en feber ≥38,9 ° C och förhöjda nivåer av MCP-1 i serum. Många av de cytokiner som är förhöjda vid Cytokinstorm produceras inte av CAR-T-celler, utan av myeloida celler som är patogent licensierade genom T-cellmedierade aktiveringsmekanismer. Exempelvis har in-vitro -samodlingsexperiment visat att IL-6, MCP-1 och MIP-1 inte produceras av CAR-T-celler, utan snarare av inflammatoriska myeloida stamceller. Modeller in vivo har visat att NSG (NOD / SCID / y-kedjedefektiva möss) med defekter av både lymfocyt- och myeloida linjerum inte utvecklar Cytokinstorm efter CAR-T-cellinfusion. Som ett resultat fokuserar terapeutiska medel för att förhindra eller hantera cytokinstorm till stor del på hämning av CAR-T-cellkorssamtal med inflammatoriska myeloida celler eller blockering av nedströms myeloid-härledda cytokiner. 
Viktiga terapeutiska mål för att upphäva hyperinflammation vid cytokinstorm är IL-1, IL-6 och GM-CSF. En in vivo- modell fann att GM-CSF-knockout CAR-T-celler inte inducerar cytokinstorm hos möss. IL-1-knockout-värdar och IL-6-knockout-värdar (vars myeloida celler är bristfälliga i IL-1 respektive IL-6) var emellertid mottagliga för cytokinstorm efter administrering av vilda typ CAR-T-celler. Det antas att detta kan bero på att medan blockad av IL-1 och IL-6 är myeloida härledda cytokiner som är för långt nedströms i den inflammatoriska kaskaden. Även om tocilizumab (monoklonal anti-IL-6R-antikropp) kan ha en antiinflammatorisk och antipyretisk effekt, har det visat sig öka serumnivåerna av IL-6 genom att mätta receptorn och därmed driva cytokinet över blodhjärnbarriären ( BBB) och försämrad neurotoxicitet. Monoklonal antikroppsblockad av GM-CSF med lenzilumab har visats skydda möss från CAR-T-associerad cytokinstorm och neurotoxicitet samtidigt som anti-leukemisk effekt upprätthålls.
Förutom adoptiva T-cellterapier, kan allvarliga cytokinstormar- eller cytokinreaktioner uppstå vid ett antal infektiösa och icke-infektionssjukdomar inklusive graft-versus-host-sjukdom (GVHD), coronavirussjukdom 2019 (COVID-19), akut andningsbesvärssyndrom (ARDS), sepsis, ebola, fågelinfluensa, smittkoppor och systemiskt inflammatoriskt responssyndrom (SIRS).
Även om immunsvaret hos de flesta som får covid-19 i den tidiga akuta fasen rensar ur viruset sars-cov-2 fortskrider vissa till ett hyperinflammatoriskt tillstånd, ofta med livshotande pulmonell involvering. Denna systemiska hyperinflammation resulterar i inflammatorisk lymfocytisk och monocytisk infiltration av lunga och hjärta, vilket orsakar ARDS och hjärtsvikt. Patienter med allvarlig covid-19 och ARDS har klassiska serumbiomarkörer för cytokinstorm inklusive förhöjd CRP, LDH, interleukin-6 (IL-6) och ferritin.
Hemofagocytisk lymfohistiocytos och Epstein-Barr-virusrelaterad hemofagocytisk lymfohistiocytos orsakas av extrema höjningar av cytokiner och kan betraktas som en form av allvarligt cytokinfrisättningssyndrom.
Cytokinreaktionssyndrom/cytokinstorm kan också induceras av vissa mediciner, såsom CD20- antikroppen rituximab och CD19 CAR T-cell  tisagenlecleucel. Det experimentella läkemedlet TGN1412 - även känt som Theralizumab - orsakade extremt allvarliga symtom när det gavs till sex deltagare i en fas I-studie.  En kontrollerad och begränsad cytokinstorm utlöstes av aktiv feberterapi med blandade bakterievacciner (MBV) enligt Coley ; det används för onkologiska och vissa kroniska sjukdomar. cytokinstorm har också uppstått med bioterapeutika avsedda att undertrycka eller aktivera immunsystemet genom receptorer på vita blodkroppar. Muromonab-CD3, en anti- CD3 monoklonal antikropp avsedd att undertrycka immunsystemet för att förhindra avstötning av organtransplantationer ; alemtuzumab, som är anti-CD52 och används för att behandla blodcancer samt multipel skleros och i organtransplantationer; och rituximab, som är anti-CD20 och används för att behandla blodcancer och autoimmuna sjukdomar, orsakar alla cytokinstorm.  

## Diagnos
Cytokinstorm måste särskiljas från symtom på själva sjukdomen och, i fall av läkemedel, från andra biverkningar - till exempel kräver tumor lysis-syndrome olika ingrepp. Från och med 2015 berodde differentiella diagnoser på läkarnas bedömning eftersom det inte fanns några objektiva tester.

### Klassificering
Cytokinstorm är en form av systemiskt inflammatoriskt responssyndrom och är en negativ effekt av vissa läkemedel.
De gemensamma terminologikriterierna för klassificering av negativa händelser för cytokinstorm från version 4.03 som utfärdades 2010 var:
| Betyg   | Giftighet |
| ------- | --- |
| Betyg 1 | Mild reaktion, infusionsavbrott inte indikerat; ingripande inte indikerat |
| Betyg 2 | Terapi eller infusionsavbrott indikeras men reagerar snabbt på symptomatisk behandling (t.ex. antihistaminer, NSAIDS, narkotika, IV-vätskor); profylaktiska läkemedel indikerade under ≤ 24 timmar                                         |
| Klass 3 | Långvarig (t.ex. inte snabb respons på symptomatisk medicinering eller kort avbrott av infusion); återfall av symtom efter initial förbättring; sjukhusvistelse indikerad för kliniska följder (t.ex. nedsatt njurfunktion, lunginfiltrat) |
| Betyg 4 | Livshotande konsekvenser; pressor eller ventilationsstöd indikerat |
| Betyg 5 | Död |

## Förebyggande
Svår cytokinstorm orsakad av vissa läkemedel kan förebyggas genom att använda lägre doser, infusera långsamt och administrera antihistaminer eller kortikosteroider före och under administreringen av läkemedlet. Dessutom undersöks blockering av GM-CSF som förebyggande av CAR-T-associerad cytokinstorm, akut GVHD och coronavirussjukdom 2019 (COVID-19) inducerad cytokinstorm och ARDS. 
In vitro- analyser har utvecklats för att förstå risken för att prekliniska läkemedelskandidater kan orsaka cytokinstorm och vägledande för fas I-studier, och tillsynsmyndigheter förväntar sig att se resultat av sådana tester i utredning av nya läkemedelsapplikationer.
En modifierad chandler loop-modell kan användas som ett prekliniskt verktyg för att bedöma infusionsreaktioner.

## Behandling
Behandling för mindre svår cytokinstorm är stödjande och hanterar symtomen som feber, muskelsmärta eller trötthet. Måttligt svår cytokinstorm kräver syreterapi och att man ger vätskor och antihypotensiva medel för att höja blodtrycket. För måttlig till svår cytokinstorm kan användningen av immunsuppressiva medel som kortikosteroider vara nödvändig, men bedömning måste göras för att undvika att effekten av läkemedel som är avsedda att aktivera immunsystemet undviks.
Tocilizumab, en anti-IL-6 monoklonal antikropp, godkändes av FDA för behandling av cytokinstorm baserat på retrospektiva fallstudieuppgifter.   Medan anekdotiska bevis tyder på att det kan vara effektivt för att mildra cytokinstormar, har ingen slumpmässig prospektiv studie visat direkt bevis på IL-6R-blockad som reducerar incidensen eller svårighetsgraden av cytokinstormar. 
Lenzilumab, en anti-GM-CSF monoklonal antikropp, kan också vara effektiv vid hantering av cytokinfrisättning genom att minska aktiveringen av myeloida celler och minska produktionen av IL-1, IL-6, MCP-1, MIP-1 och IP-10. Som en löslig cytokinblockad kommer den dessutom inte att öka serumnivåerna av GM-CSF (ett fenomen som ses med tocilizumab och IL-6).
Även om de ofta används för att behandla svåra cytokinstormar hos personer med ARDS, har kortikosteroider och NSAID utvärderats i kliniska studier och har inte visat någon effekt på lungmekanik, gasutbyte eller positivt resultat i tidigt etablerade ARDS.

## Epidemiologi
Svår cytokinstorm är sällsynt. Mindre och måttlig cytokinstorm är vanliga biverkningar av immunmodulerande antikroppsterapier och CAR-T-behandlingar.

## Historia
Den första hänvisningen till termen cytokinstorm i den publicerade medicinska litteraturen tycks vara av Ferrara et al. 1993 i en diskussion om transplantat kontra värdsjukdom ; ett tillstånd där rollen för överdriven och självförestående cytokinfrisättning redan hade diskuterats i många år. Uttrycket nästa dök upp i en diskussion om pankreatit 2002, och 2003 användes den först med hänvisning till en reaktion på en infektion.  
Det antas att cytokinstormar var ansvariga för det oproportionerliga antalet friska döda unga vuxna under influensapandemin 1918, som dödade 50 till 100 miljoner människor. I detta fall kan ett friskt immunsystem ha varit ett ansvar snarare än en tillgång. De preliminära forskningsresultaten från Taiwan indikerade också detta som den troliga orsaken till många dödsfall under SARS-epidemin 2003. Mänskliga dödsfall från fågelinfluensan H5N1 involverar vanligtvis också cytokinstormar. Cytokinstorm har också varit inblandat i hantavirus lungsyndrom.
2006 resulterade en medicinsk studie vid Northwick Park Hospital i England i att alla 6 av de frivilliga som fick läkemedlet TGN1412 blev kritiskt sjuka, med multipel organsvikt, hög feber och ett systemiskt inflammatoriskt svar.  Parexel, ett företag som genomför försök för läkemedelsföretag, i ett av sina egna dokument, skrev om rättegången och sa att TGN1412 kan orsaka en cytokinstorm - den farliga reaktionen som män upplevde.  
Under coronaviruspandemin 2019–2021 har ett antal dödsfall på grund av COVID-19 hänförts till stormar av cytokinfrisättning.